# Autere
Autere ist eine finnische Metalcore-, Groove-Metal- und Melodic-Death-Metal-Band aus Turku, die 2002 gegründet wurde.

## Geschichte
Die Geschichte der Band geht auf September 2002 zurück, als der Gitarrist Juha-Matti Helmi und der Schlagzeuger Jaakko Pellotsalo während eines Kurses für Sicherheitsbeamte, bei dem sie viel Zeit hatten und den sie als langweilig empfanden, die Idee entwickelten, eine Band zu gründen. Nach dem Kurs passierte in den ersten Monaten nichts, ehe der Bassist Markus Virtanen dazukam, der Helmi von der Zusammenarbeit in einem Nebenprojekt kannte. Während der ersten Proben spielte das Trio nur Cover, ehe man sich entschloss, eigene Lieder zu schreiben, den Namen Autere für die Gruppe erwählte und sich auf die Suche nach einem zweiten Gitarristen machte. Über das Internet, wobei die Band schon vergeblich versucht hatte einen Bassisten zu finden, konnten sie den Gitarristen Jussi Kaumi kontaktieren. Die Band begann dann mit dem Schreiben von eigenen Songs, während sie die Sänger-Suche anging. Bis auf einige Proben mit einem möglichen Kandidaten, der sich dann doch als ungeeignet herausstellte, blieb sie jedoch zunächst erfolglos. Als Sänger kam schließlich Jemmy Kaumi hinzu. Kurz vor der Aufnahme eines ersten Demos verließ der Schlagzeuger Pellotsalo die Besetzung, da er nach Savonlinna zog. Ab Juli 2003 machte sich die Gruppe auf die Suche nach einem neuen Schlagzeuger, der im Oktober 2004 mit dem aus Raahe stammenden Tatu Turunen, welcher einen Umzug nach Turku plante, gefunden wurde. Im Oktober 2004 verließ Juha-Matti Helmi die Band. Die verbliebenen Mitglieder versuchten zunächst einen Ersatz zu finden, ehe man sich dazu durchrang, als Quartett fortzufahren. Im Mai 2005 wurde die EP Lines & Fragments in den Popstudios in Loimaa aufgenommen, ehe man einen Monat später bereits an neuem Material schrieb. Als zweiter Gitarrist ergänzte Petri Huhtala Mitte 2005 die Formation. Nach mehreren Demos erschien Ende 2014 über Inverse Records das Debütalbum Amal'l.

## Stil
Michael Dalakos von metal-temple.com schrieb in seiner Rezension zu Lines & Fragments, dass hierauf eine Mischung aus Metalcore und Death Metal im Göteborger Stil zu hören ist. Der Gesang sei extrem, werde jedoch mit klaren Gesangslinien vermischt. Der Klang sei modern, wobei man sich auch leicht am US-amerikanischen Markt orientiere. Gustavo Scuderi von theheadbangingmoose.wordpress.com ordnete die Band in der Besprechung zum Album Amal'l dem Melodic-Death- und Groove-Metal zu. Die Musik klinge modern, melodisch und energiegeladen, wobei die Gruppe schwere und technisch anspruchsvolle Riffs verarbeite. Der Gesang erinnere an den von Pantera, wobei man auch gelegentlich melodischeren Klargesang einsetze. Neben Gemeinsamkeiten zu Arch Enemy und anderen schwedischen Death-Metal-Bands höre man auch US-amerikanische Metalcore-Einflüsse heraus. T. Ray Verteramo von maximummetal.com bezeichnete das Album als innovativen Metalcore mit komplexen Takt- und Tempo-Wechseln. Der Gesang sei abwechslungsreich.

## Diskografie
- 2004: Promo 2004 (Demo, Eigenveröffentlichung)
- 2005: Lines & Fragments (EP, Eigenveröffentlichung)
- 2007: Havoc Monology (Demo, Eigenveröffentlichung)
- 2008: Seizure (Demo, Eigenveröffentlichung)
- 2009: Being Dead Is a Place (Demo, Eigenveröffentlichung)
- 2014: Amal'l (Album, Inverse Records)